# San José de las Palmas, La Independencia
San José de las Palmas är en ort i Mexiko.   Den ligger i kommunen La Independencia och delstaten Chiapas, i den sydöstra delen av landet, 900 km öster om huvudstaden Mexico City. San José de las Palmas ligger 1 365 meter över havet och antalet invånare är 264.
Terrängen runt San José de las Palmas är lite bergig. Runt San José de las Palmas är det ganska glesbefolkat, med 47 invånare per kvadratkilometer. Närmaste större samhälle är San Isidro el Zapotal, 3,2 km nordost om San José de las Palmas. I omgivningarna runt San José de las Palmas växer i huvudsak städsegrön lövskog.